# 伯伊
伯伊（法語：Beuil，法語發音：[bœj]）是法国滨海阿尔卑斯省的一个市镇，位于该省中部偏西北，属于尼斯区。

## 地理
伯伊（44°5'42"N, 6°59'15"E）面积75.65 平方千米，位于法国普罗旺斯-阿尔卑斯-蓝色海岸大区滨海阿尔卑斯省，该省份为法国东南部沿海省份，南濒地中海，西南至瓦尔省，西北接上普罗旺斯阿尔卑斯省，北部和东部与意大利接壤。
与伯伊接壤的市镇（或旧市镇、城区）包括：欧瓦尔、纪尧姆、伊索拉、佩奥讷、皮耶尔拉斯、皮热罗斯唐、里戈、鲁比永、蒂内河畔圣艾蒂安。

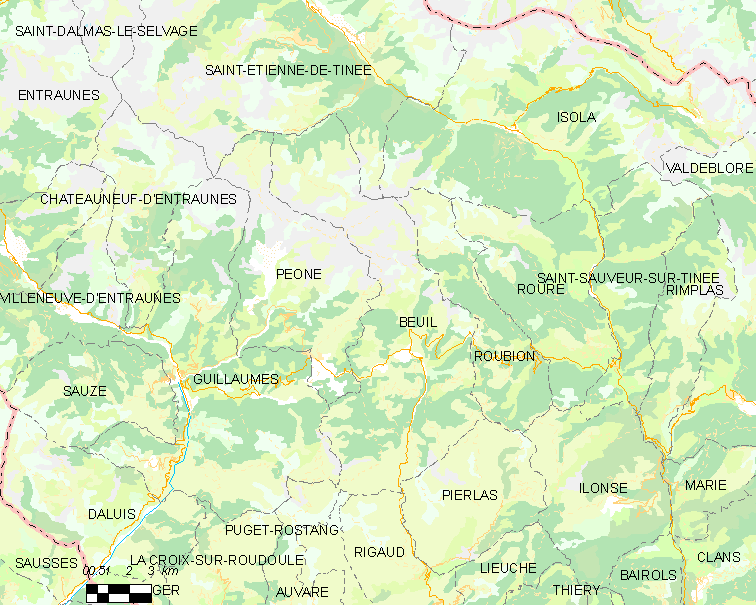
伯伊的OSM定位图

伯伊的时区为UTC+01:00、UTC+02:00（夏令时）。

## 行政
伯伊的邮政编码为06470，INSEE市镇编码为06016。

## 政治
伯伊所属的省级选区为旺斯县。

## 人口

1962-2008年间伯伊人口变化图示

伯伊于2022年1月1日时的人口数量为553人。